# Стронг (Арканзас)
Стронг (енгл. Strong) град је у америчкој савезној држави Арканзас.

## Демографија
По попису из 2010. године број становника је 558, што је 93 (-14,3%) становника мање него 2000. године.
| Група             | 2000.       | 2010.       |
| Белци             | 261 (40,1%) | 161 (28,9%) |
| Афроамериканци    | 349 (53,6%) | 339 (60,8%) |
| Азијати           | 1 (0,2%)    | 1 (0,2%)    |
| Хиспаноамериканци | 37 (5,7%)   | 46 (8,2%)   |
| Укупно            | 651         | 558         |